# Suzuki SV
La SV est une moto produite par le constructeur japonais Suzuki. C'est un roadster, qui se décline en deux versions : N pour la version Naked, ou non carénée, et S pour la version carénée. Il existe les modèles 400, 650 et 1 000 cm3.

## Historique
La SV 400 a été la première machine de la série SV à apparaître, en 1998. Le succès est tel que la marque décide de la décliner en 650 cm3 l'année suivante. Jusqu'en 2002, la version produite dispose d'une rampe de carburateurs. Mais en 2003, la SV est esthétiquement remaniée, et pour répondre aux normes antipollution a été dotée de l'injection. Elle devient disponible en 1 000 cm3.
Cette moto se destine aussi bien aux petits comme aux grands gabarits grâce à une hauteur de selle de 805mm (se situe dans la moyenne haute des roadsters de nos jours). Sur les longs trajets, la sellerie de base devient rapidement inconfortable pour le passager.

## Description des modèles

### Modèle 400 cm³
Réservée au marché japonais, la SV 400 dispose d'un bicylindre en V ouvert à 90°, quatre temps de 399 cm, développant 53 chevaux à 10 500 tr/min. La version S est donnée pour 167 kg à sec, tandis que la version N est plus légère de 4 kg.
Bien qu'étant commercialisée depuis 1998, la SV 400 n'a pas subi de remaniement esthétique. Une SV 400 vendue neuve aujourd'hui ressemble à la SV 650 première génération.

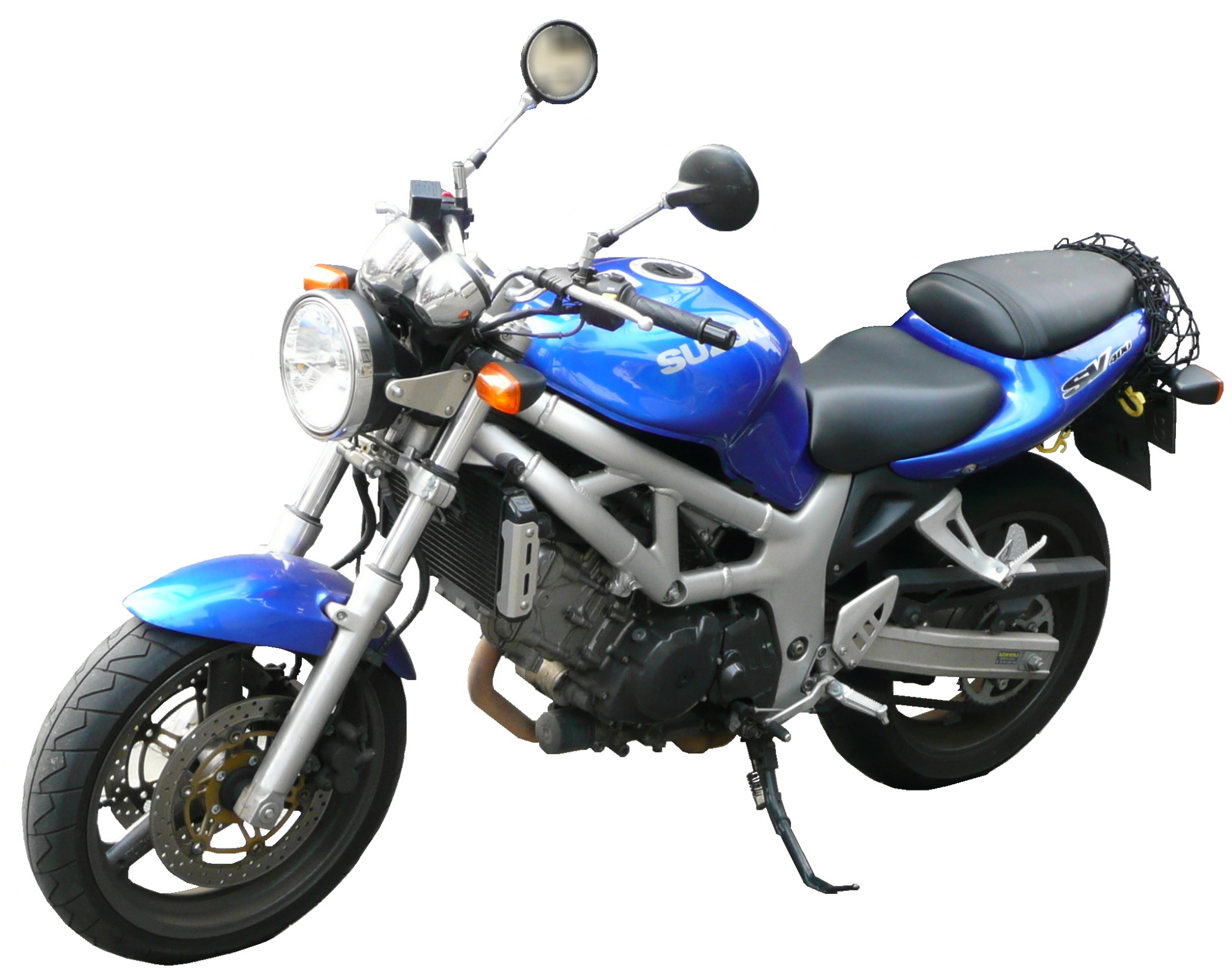
SV 400 N
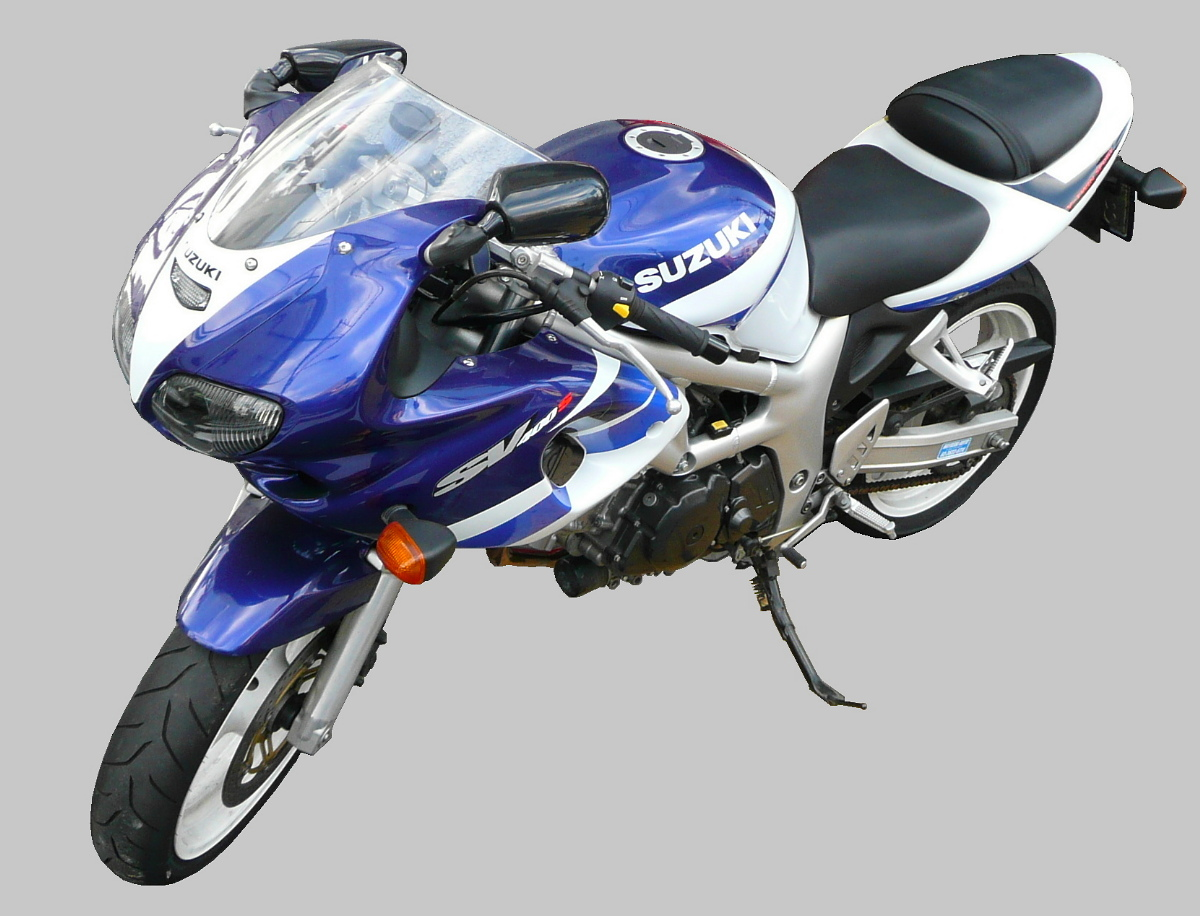
SV 400 S

### Modèle 650 cm³
Outre le carénage tête de fourche, la version N a quelques différences par rapport à la S. Elle est bien entendu plus légère de 4 kg. Elle utilise également un guidon traditionnel en lieu et place des bracelets, qui, combinés au raccourcissement de 1 cm du bras oscillant, rend la machine plus maniable. Elle est également plus confortable grâce à l'avancement des repose-pieds.

La SV N est vendue légèrement moins chère que son homologue carénée.
En 2003, la SV évolue en profondeur. Le moteur adopte une alimentation par injection électronique, permettant de gagner 4 chevaux et un petit peu de couple. La plus grosse évolution se situe au niveau de la partie cycle. Le cadre treillis en tube soudés rappelant celui des Ducati est remplacé par un nouveau cadre de type périmétrique, les montants latéraux sont moulés sous pression. Cette technique permet une meilleure rigidité de l'ensemble pour un poids moindre.

L'esthétique est plus agressive. Les lignes sont plus tendues.
En 2004, la boucle arrière est rabaissée ce qui modifie la selle pilote. 
En 2005, le cadre et les jantes sont peints en noir. 
Fin 2009, la production de la N est arrêtée, mais le moteur de la 650 SV est réutilisé dans la 650 SVF Gladius (moteur un peu revu).
Début 2016, la SFV Gladius laisse place au retour de la SV650N, fraîchement renommée SV650A 
Doté d'un moteur de SFV Gladius amélioré pour repondre aux normes antipollution EURO4, la SV650A 2016 adopte un look sobre avec le retour d'un phare rond à l'avant.
Cette version sera proposée en version Scrambler et Café Racer.
La suisse dispose d'une version SV650R adoptant notamment le phare de la GSR750
Cette même année la SV650S 2éme génération fait également son retour au catalogue, sans adopter le moteur de la nouvelle SV650A 
Informations complémentaires : 
- 165 kg à vide pour la version N, 169 kg pour la S
- pneus d'origine : Dunlop D220 ou Metzeler ME24 120/60x17 - 160/60x17
- Consommation:(mini/maxi) : 4,5 / 9,0 (L aux 100 km)
- Autonomie : 150-250 km (selon la consommation)
- 0 à 100 km/h : 3,5 s
- 200 m DA en s : 7,6 s
- Vitesse maxi : 220 km/h (compteur) avec réglages d'origine
- la SV affiche des reprises parmi les meilleures des roadsters, mieux que les Yamaha Fazer, Honda Hornet ou autres Suzuki 600 GSR
- Reprises : 
  - 60 à 90 km/h : 3,3 s
  - 90 à 130 km/h : 5,3 s

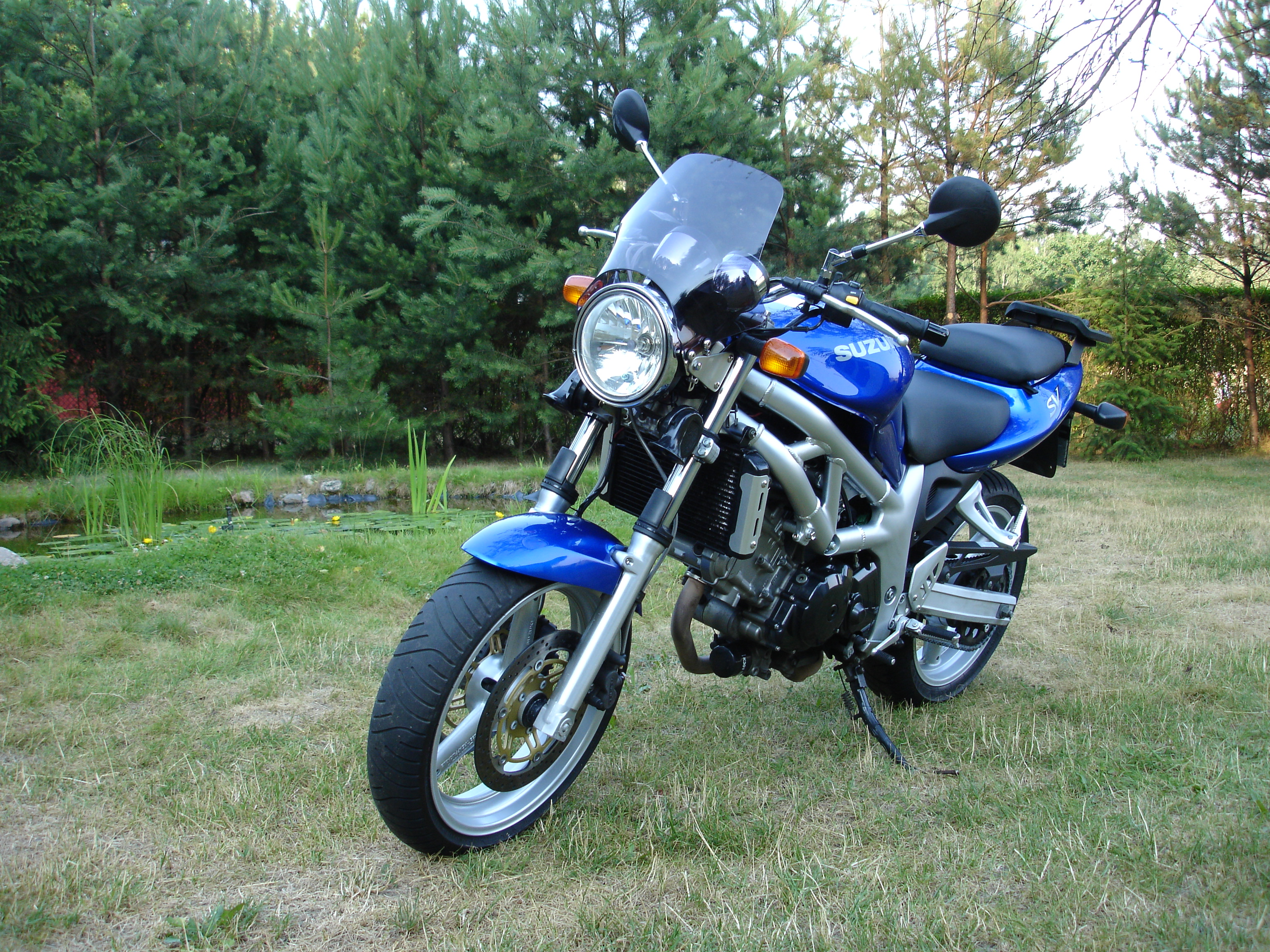
SV 650 N première génération
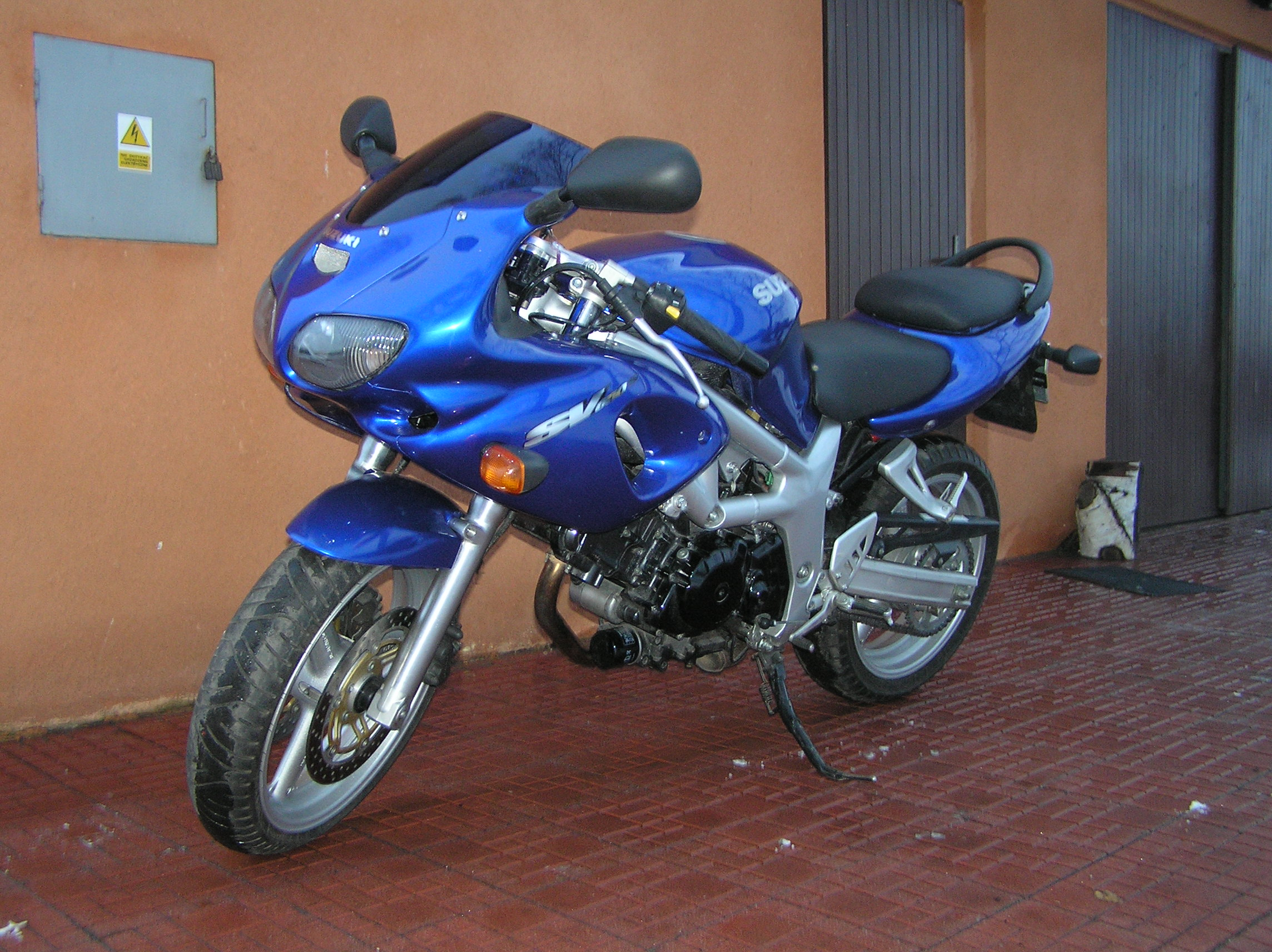
SV 650 S première génération
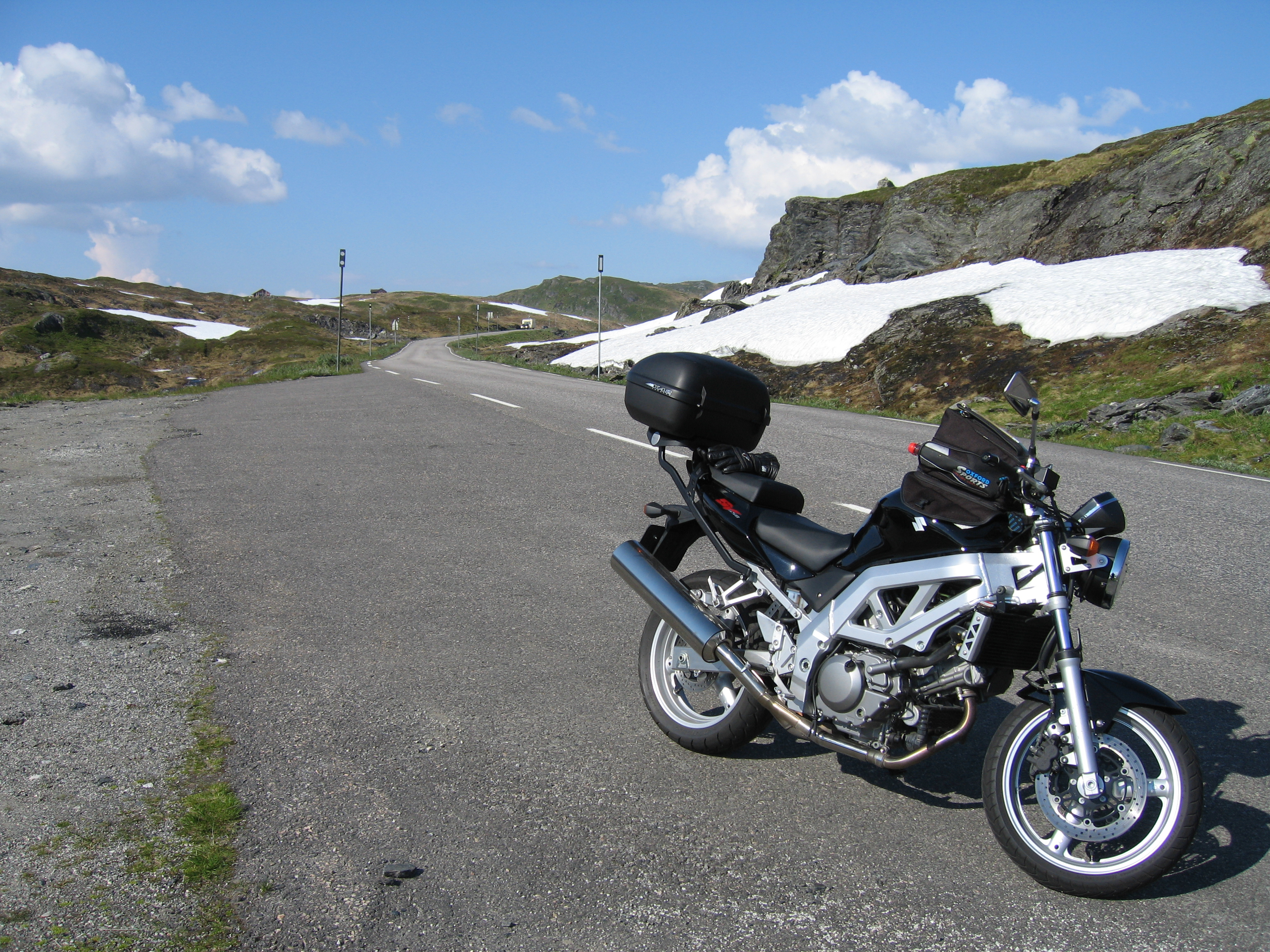
SV 650 N seconde génération
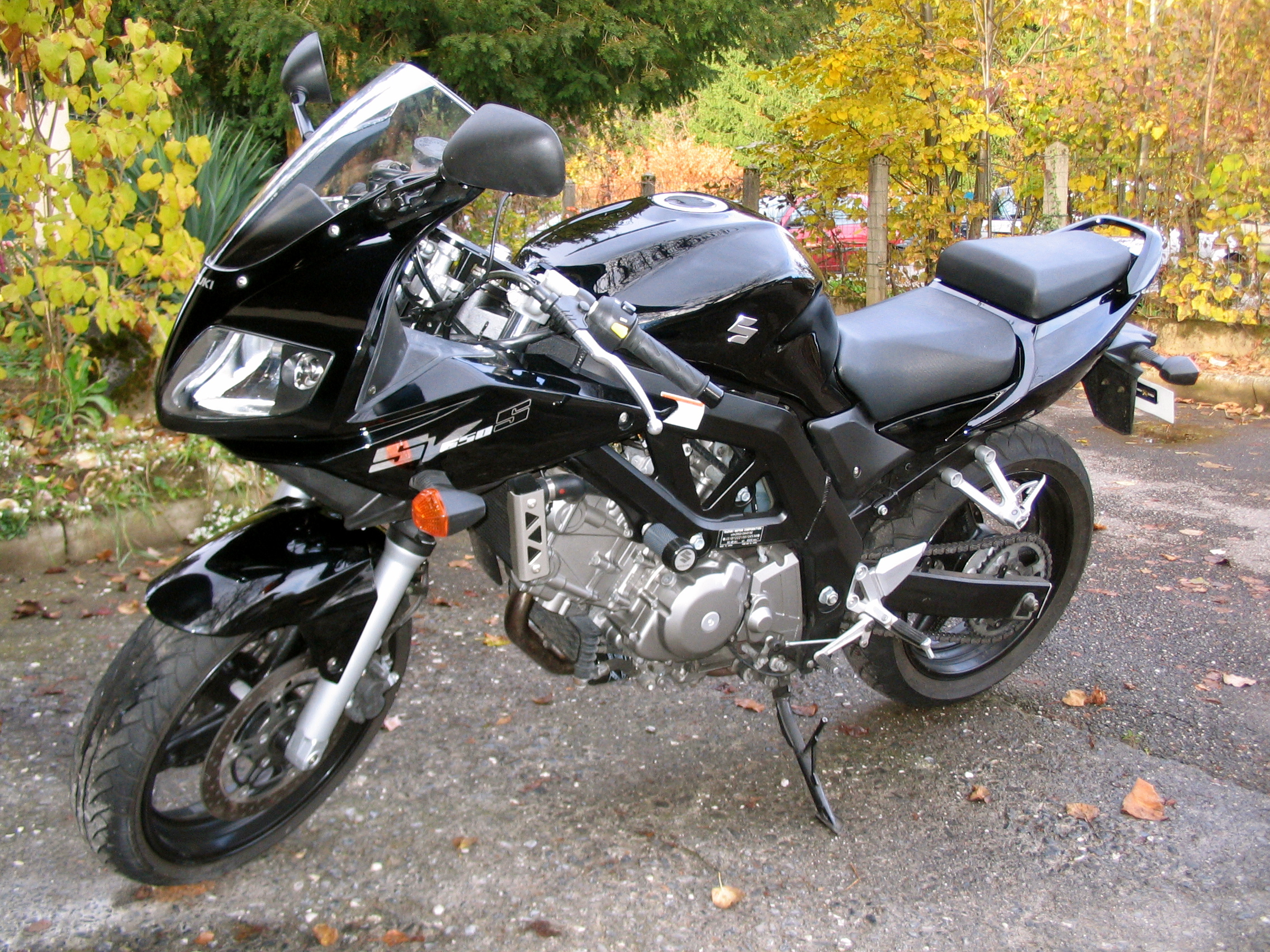
SV650 S seconde génération

### Modèle 1000 cm³
Esthétiquement il s'agit du modèle 650 injection (à partir de 2003) légèrement modifié: il possède une double sortie d'échappement, un sabot moteur pour la version S,  un embrayage hydraulique, le bras oscillant provient du TL 1000 S et la fourche, l'amortisseur et le freinage sont améliorés avec de nouveaux composants spécifiques.

Le moteur est totalement différent de celui de la 650 et est une évolution du TL 1000, que l'on retrouve également sur la 1000 V-Strom. Sa puissance est de 106 chevaux en France (selon la loi dite des « 100 chevaux ») et de 120 chevaux en version libre. Parmi les différences techniques au niveau moteur, il y a entre autres des soupapes plus petites, des injecteurs plus petits et un seul ressort par soupape. Ceci ayant comme but, selon Suzuki, d'obtenir un meilleur couple à bas régime (au détriment de la puissance à haut régime).
Les moteurs TL / SV ne sont pourtant pas compatibles, dû à des carters de largeur différente.

La SV N est vendue 300 € de moins que son homologue carénée.
Informations complémentaires :
- Lubrification Carter humide
- Longueur 2130 mm
- Largeur 730 mm
- Garde au sol 140 mm
- Angle de chasse 24,5°
- Chasse à la roue 99 mm
- Roues En alliage à 3 branches
- Pneu avant 120/70 ZR17 Michelin Pilot sport (Pilote Road pour la version N)
- Pneu arrière 180/55 ZR17 Michelin Pilot sport  (Pilote Road pour la version N)
- Coloris Gris foncé, bleu, rouge, jaune et bronze en N / Gris, bleu et noir en S

En 2004, la boucle arrière est retravaillée (rabaissée), modifiant la selle pilote. La puissance passe à 125 CV.
Fin 2007, la production de la SV1000 est arrêtée.